# 三遊亭楽花山
三遊亭 楽花山（さんゆうてい らっかさん、1990年4月24日 - ）は、五代目圓楽一門会に所属する落語家。大阪府吹田市出身。出囃子は『郡上春駒』。

## 来歴
大阪府吹田市出身。吹田市立佐井寺小学校・佐井寺中学校卒。2009年に大阪府立茨木高等学校を卒業。2014年、立命館大学経営学部経営学科卒業。2014年4月に株式会社サイゼリヤへ入社。
2016年9月1日に三遊亭楽生に入門、楽屋入り。前座名「楽べえ」。2019年に六代目三遊亭円楽門下へ移籍し九番弟子となる。
2021年4月1日、二ツ目昇進し「楽花山」と改名。2022年9月に師匠の円楽が死去したため、2023年1月、兄弟子三遊亭楽天、三遊亭楽八と共に三遊亭小圓楽門下に移籍。

## 芸歴
- 2016年9月 - 三遊亭楽生に入門、前座名「楽べえ」。
- 2019年 - 六代目三遊亭円楽門下へ移籍。
- 2021年4月 - 二ツ目昇進、「楽花山」と改名。
- 2022年9月 - 師匠の円楽が死去。
- 2023年1月 - 三遊亭小圓楽門下に移籍。

## 人物
二ツ目昇進の披露目がお江戸両国亭「両国寄席」で行われた際、本来は仲入り後の「くいつき」での出番だったが、直前に円楽の指令で出番を交代し、異例のトリを務めた。演目は「蝦蟇の油」。
二ツ目昇進以降は江戸落語以外に上方落語を口演する事が増えている。